# ハンス＝イェスタ・ペーアソン
ハンス＝イェスタ・ペーアソン（Hans-Gösta Pehrsson, 1910年10月10日 - 1974年3月16日）は、第二次世界大戦期のナチス・ドイツ武装親衛隊スウェーデン人義勇兵。第11SS義勇装甲擲弾兵師団「ノルトラント」に所属し、第11SS装甲偵察大隊（SS-Panzer-Aufklärungs Abteilung 11）第3中隊長を務めた。
独ソ戦後期の1944年から1945年の間、バルト三国、ポメラニア、ベルリンの戦いで武装親衛隊の装甲車中隊指揮官として活躍。武装親衛隊に所属したスウェーデン人義勇兵の中で最も多くの勲章を獲得し、最も高い階級に昇進し、そしてベルリン市街戦で最後まで生き残ったスウェーデン人義勇兵となった。最終階級はSS大尉（SS-Hauptsturmführer）。
他の日本語表記として、ハンス・ゲシューター・フェハーソン、ハンス・ゲースタ・ペーアソンがある。

## 武装親衛隊入隊までの経歴

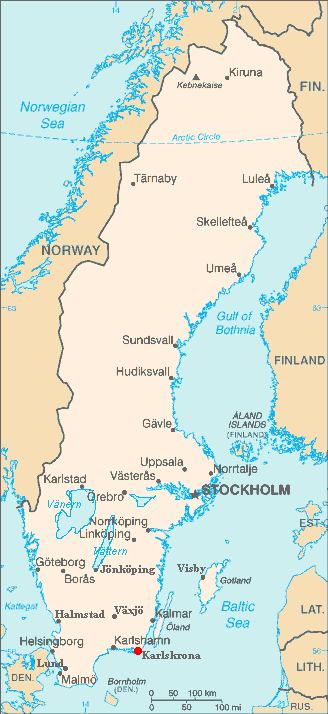
スウェーデン王国ブレーキンゲ県カールスクローナ（南端の赤印の箇所）

### スウェーデン時代
1910年10月10日、ハンス＝イェスタ・ペーアソンはスウェーデン王国ブレーキンゲ県カールスクローナ（Karlskrona）に生まれた。父親はスウェーデン軍の下士官であった。
実務教育およびヨンショーピング県エークシェー（Eksjö）のスモーランズ連隊（I 12）での勤務を経た後、ペーアソンは就職に関する事情で隣国デンマークの首都コペンハーゲンへ移住した。

### デンマーク時代
1936年5月8日、ペーアソンは第一次世界大戦の際に戦災孤児となったオーストリア人女性と結婚した（同年9月に長女が誕生）。ペーアソンの妻の養父は工場を経営する裕福なデンマーク人であり、ペーアソンは義父の工場に化学者として就職した。
ちなみに、スウェーデン国内においてペーアソンは1933年に発足したファシズム政党「国家社会主義労働者党」（NSAP、1938年末にSSSと改称）の支持者であったが、デンマークに移住してからはデンマークのナチ政党「国家社会主義デンマーク労働者党」（DNSAP）の支持者となった。ペーアソンは第二次世界大戦が勃発する前も、1940年4月9日のナチス・ドイツによるデンマーク占領後も、他のデンマーク・ナチ党員と共に熱心に活動していた。

## 1941年 - 1943年 デンマーク義勇軍時代
1941年6月22日、ナチス・ドイツはソビエト侵攻作戦「バルバロッサ」を開始した。その約1ヶ月後の7月21日（もしくは7月25日）、ペーアソンは武装親衛隊の指揮下でソビエト連邦と戦うデンマーク人義勇兵部隊「デンマーク義勇軍」（独：Freikorps Danmark、丁：Frikorps Danmark）に志願入隊した。
1942年5月以来、クリスティアン・フレデリク・フォン・シャルブルクSS少佐（SS-Stubaf. Christian Frederik von Schalburg）率いるデンマーク義勇軍は東部戦線のデミャンスク（デミャンスク包囲戦終了後の同地域）やイリメニ湖周辺で戦った。デンマーク義勇軍第2中隊のSS伍長として参戦したペーアソンは6月1日にSS曹長へ昇進し、8月2日には二級鉄十字章を授与され、第4中隊の機関銃小隊長に就任した。
そして、その軍事的才能を認められたペーアソンは1943年2月1日にバート・テルツSS士官学校（SS-Junkerschule Bad Tölz）に入学、第9期戦時将校用課程（9. Kriegs-Junkerlehrgang）を履修し、同年7月31日に卒業した。

## 1943年夏 「ノルトラント」師団への配属

### 第11SS装甲偵察大隊第3中隊
バート・テルツSS士官学校卒業後の1943年8月20日、SS連隊付上級士官候補生（SS-Standarten-Oberjunker）としてペーアソンはその頃に創設された「ノルトラント」師団の装甲偵察大隊に配属された。
ルドルフ・ザールバッハSS大尉（SS-Hstuf. Rudolf Saalbach）が指揮を執る第11SS装甲偵察大隊（SS-Panzer-Aufklärungs Abteilung 11）は、2個偵察中隊、2個装甲擲弾兵中隊、1個重兵器中隊から成る総員約800名の偵察大隊であった。その第3中隊はヴァルター・カイザーSS中尉（SS-Ostuf. Walter Kaiser）が指揮を執り、4個小隊（第1 - 第3装甲擲弾兵小隊、第4重兵器小隊）で構成されていたが、ペーアソンが小隊長を務める第4小隊には約40名のスウェーデン人義勇兵が所属していたことから、非公式ながら第4小隊は「スウェーデン小隊」（Schwedenzug）と呼ばれた。
1943年9月1日にSS少尉（SS-Untersturmführer）に昇進したペーアソンは、その後、クロアチアからレニングラード戦線への移動を命じられた「ノルトラント」師団とともにレニングラード戦線へ向かった。

## 1944年 レニングラード戦線  - ナルヴァの戦い
1944年1月14日、ソビエト赤軍がレニングラードを包囲しているドイツ軍の戦線を突破すると、現地のドイツ軍諸部隊はエストニアのナルヴァへの退却を開始した。この時、ペーアソンは1月16日の戦闘で負傷して後送され、2月12日に野戦病院で一級鉄十字章を授与された。
負傷から回復したペーアソンは1944年3月3日に中隊に復帰し、ナルヴァの戦いにおけるナルヴァ橋頭堡を巡る攻防戦に参加した。その最中の1944年4月19日、第11SS装甲偵察大隊第3中隊長ヴァルター・カイザーSS中尉が戦死し、ペーアソンが代行の中隊長となった。その後は別のドイツ人SS中尉が中隊指揮を引き継いだが彼もまた戦死したため、1944年6月21日にSS中尉に昇進していたペーアソンが7月11日付で第11SS装甲偵察大隊第3中隊長に就任した。
ちなみにペーアソンは、1944年5月から6月にかけて第11SS装甲偵察大隊がエストニア北部のシッラマエにおいて休養している時に、独断で中隊内のスウェーデン系エストニア人および非常に若い兵士の何名かが中立国スウェーデンへ脱出するのを手助けした。これは今次大戦におけるドイツの敗北を悟ったペーアソンが、疲れ切り、幻滅した若者たちを絶望的な戦闘に強制投入する代わりにとった措置であった。
1944年8月、ソビエト赤軍がエストニアのペイプス湖で攻勢を開始すると、13日にペーアソンの第11SS装甲偵察大隊第3中隊はエストニアのタルトゥ市における戦闘に投入された。この時ペーアソンはシュビムワーゲンに乗って偵察に向かったが、ある街の近くで二方面から機銃掃射を受けた。これ以上の進出は効果無しと判断したペーアソンは偵察を中止し、無傷で帰還した。

## 1944年10月 クールラントでの奮戦
1944年9月、「ノルトラント」師団が所属するドイツ北方軍集団はエストニアからラトビア半島北部のクールラントへ撤退したが、10月には北方軍集団全体がクールラント半島においてソビエト赤軍に包囲された（クールラント・ポケット）。リーバウの港は包囲されたドイツ軍部隊にとって非常に重要な拠点であり、フェリックス・シュタイナーSS大将（SS-Ogruf. Felix Steiner）の第ⅢSS装甲軍団はプレークルン（Preekuln、ラトビア語表記Priekule）周辺の前線を維持していた。
第二次クールラント会戦の最中である1944年10月中旬、プレークルンでペーアソンは「ノルトラント」師団長ヨアヒム・ツィーグラーSS少将（SS-Brigf. Joachim Ziegler）から直々に命令を受けた。当時のペーアソンの伝令を務めていた民族ドイツ人（ルーマニア出身のドイツ系ルーマニア人）フランツ・ベレズニャークSS伍長（SS-Uscha. Franz Bereznyak）は、1978年に記した手紙で次のように述べている。
| 「 | プレークルン地区で過ごした日々は第11SS装甲偵察大隊第3中隊にとって暗黒の日々であった。この場所はトレクニ（Trekni）と呼ばれていた。ペーアソンSS中尉は師団長ツィーグラーSS少将から直々に命令を受けた。 「ここはミタウおよびリーバウ防衛の重要拠点である。攻撃・確保し、そして最後の一兵に至ろうとも必ず死守せよ」 攻撃後、我々がロシア軍の丘と掩蔽壕を制圧した時、ペーアソン中隊にはわずかの兵しか残っていなかった。恐ろしい殺し合いが繰り広げられていた。ロシア軍はこの地の重要性を承知しており、丘を奪回するために持てる力を全て投入した。我々は4日間に渡って敵の攻撃を全て撃退したが、5日目には後退を余儀なくされた。ペーアソンの指揮所は掩蔽壕線から100メートル後方にあった。私は我々が逃げ帰る姿をペーアソンが目撃した瞬間のことを決して忘れない。 「腰抜けども、配置に戻れ！」 そう叫んだ彼は我々12名を率いて反撃を開始した。ロシア兵は勝利を確信していたため、攻撃を予期していなかった。我々は100名以上を捕虜にした。戦闘後、我々は酒でいっぱいのペーアソンの水筒を飲み干した。その後すぐペーアソンはザールバッハSS少佐に無線で報告した。 「陣地を奪回。もしシュナップスのケースが直ちにここに運ばれないのであれば、我々は陣地を放棄します」 ザールバッハはシュナップスのケースと共に現れた。彼はペーアソンの言葉を覚えていたのであった。 | 」 |

1944年10月中旬、第11SS装甲偵察大隊第3中隊の将兵はラトビア・クールラントのトレクニ近辺で繰り広げられた戦闘で全滅に近い損害を被りつつも、戦区内で7輌のT-34戦車をパンツァーファウストで撃破し、中隊長のペーアソンはわずか12名の兵を率いた反撃で赤軍兵100名以上を捕虜にするという戦果を挙げた。この功績を讃えられ、ペーアソンは1944年12月25日付でドイツ陸軍名鑑章（Ehrenblattspange des deutschen Heeres）を受章した。
1944年12月31日夜、マイナス30度の凍てつく気温の中、ラトビア・クールラントのリーバウ近郊のBunkasという村でペーアソンは1945年を迎えた。

## 1945年2月 - 3月 ポメラニア戦線

### ポメラニア戦線
1945年1月、第ⅢゲルマンSS装甲軍団に所属する第11SS義勇装甲擲弾兵師団「ノルトラント」は、休養・補充・再編制のためにクールラントからポメラニアのシュテッティンまで海路後退し、2月に前線に復帰した。この時期のポメラニア戦線ではヨーロッパ各地から集まった多数の武装親衛隊外国人義勇兵、すなわちデンマーク人、スウェーデン人、ノルウェー人、オランダ人、フラマン人、ワロン人、フランス人、ラトビア人、スイス人がソビエト赤軍と死闘を繰り広げており、ペーアソンは2月に白兵戦章銀章（Nahkampfspange in Silber）を受章した。
3月8日、シュテッティン・アルトダム（Altdamm, 現ドンビエDąbie）での戦闘の際、ペーアソンは指揮壕に命中した敵の砲弾によって負傷した。ペーアソンはフランツ・ベレズニャークSS伍長の装甲車によって一時後送され、後に戦傷章銀章（Verwundetenabzeichen in Silber）を受章した。

### イギリス自由軍団
1945年3月22日、ペーアソンの第11SS装甲偵察大隊第3中隊に武装親衛隊イギリス人部隊「イギリス自由軍団」（British Free Corps）（小隊規模）の隊員が配属された。ペーアソンは彼らに装甲兵員輸送車1輌とシュビムワーゲン1輌を与え、また、中隊の担当区域内に待避壕を構築するよう任じた。
しかし間もなく、イギリス自由軍団の隊員の1人トーマス・ハラー・クーパーSS曹長（SS-Oscha. Thomas Haller Cooper）から、イギリス自由軍団が戦闘で役に立つとは思えない部隊であることを詳しく説明された第11SS装甲軍司令官フェリックス・シュタイナーSS大将と「ノルトラント」師団長ヨアヒム・ツィーグラーSS少将の命令により、イギリス自由軍団は前線から引き抜かれた。その後、イギリス自由軍団の隊員の多くはシュレースヴィヒ＝ホルシュタインに向かい、そこで彼らの同胞であるイギリス軍に投降した（戦後、イギリス自由軍団の隊員はイギリスで裁判にかけられ、大戦中にドイツ軍に所属したとして有罪判決を受けた）。

## 1945年4月 ベルリンの戦い

### ベルリン市街戦
1945年4月、第11SS義勇装甲擲弾兵師団「ノルトラント」はベルリンの戦いに参加し、廃墟と化したベルリン市内でソビエト赤軍と市街戦を繰り広げた。この時、ペーアソンは4月15日付でSS大尉（SS-Hauptsturmführer）に昇進しており、また、4月17日からは「ノルトラント」師団司令部付の情報将校（Ic）を務めていた。
その期間中、ペーアソンは師団長のヨアヒム・ツィーグラーSS少将から休暇を与えられ、残留スウェーデン人の送還への援助を拒否するかどうか、スウェーデン大使館に様子を探りに行くよう指示された。
1943年に武装親衛隊に移籍するまでは国防軍の参謀将校であったツィーグラーSS少将は、狂信とは無縁のリアリストであり、これ以上の戦闘が無意味であることを理解していた。既に4月中旬にフェリックス・シュタイナーSS大将と秘密裏に連絡を取っていたツィーグラーは、「ノルトラント」師団の将兵や外国人義勇兵をベルリンから脱出させてシュレースヴィヒ＝ホルシュタインへ向かわせようと画策した。しかし間もなく、ツィーグラーは総統アドルフ・ヒトラーの命令によって「ノルトラント」師団長の職を解任された上で総統官邸に軟禁された。ツィーグラーの計画に協力したペーアソンも身柄を拘束されたものの、（詳細は不明であるが）ペーアソンは釈放された。
1945年4月25日、再び中隊長として古巣の第11SS装甲偵察大隊第3中隊に戻ったペーアソンは、ヴィルヘルム・モーンケSS少将（SS-Brigf. Wilhelm Mohnke）が指揮を執る総統官邸守備隊に4月27日付で編入された。ペーアソンはフランツ・ベレズニャークSS伍長とともに、3輌のSd Kfz 250をもって各部隊の連絡役を務めた。
5月1日、ペーアソンは民間人の服を着てティーアガルテンにあるスウェーデン大使館地下壕に赴き、自分も含めた武装親衛隊スウェーデン人義勇兵の生存者の保護を求めた。当時、スウェーデン大使館で牧師を務めていたエリク・ミルグレン（Erik Myrgren）は、戦後の1993年のインタビューでこの時のことを次のように述べている。
| 「 | スウェーデン人SS兵士たちの保護を求めて大使館の地下壕に現れた1人のスウェーデン人SS将校の話により、ヒトラーが自殺したという知らせがもたらされました。この将校（民間人の服を着た、痩せ型で黒髪の将校）の名はペーアソンといいました。彼と彼の中隊は（市街戦の）最後の局面で総統官邸の援護を担当しており、また、彼は作戦会議で総統官邸に赴いた際に総統の死を知らされたそうです。こうして、我々のグループ（スウェーデン大使館）はこの知らせ（アドルフ・ヒトラーの死）を、それが公式に発表されるよりも早く入手しました。 | 」 |

しかし、ペーアソンの期待もむなしく、スウェーデン大使館の外交官はペーアソンの要求を拒否した。やむをえずペーアソンは再び軍服に着替え、戦闘に戻った。ペーアソンは戦後（1945年10月）の供述の中で、ベルリン市街戦で兵士たちが最後まで戦い続けた理由の1つを次のように説明している。
| 「 | これらの日々の中で、ゲシュタポは兵士たちに耐え難い重圧を絶え間無くかけ続けていた。信頼できない（戦おうとしない）と判断された将兵がいきなり警察部隊によって拘束・連行され、審理を経ずに射殺されることも頻繁にあった。 | 」 |

### 最後の戦い
1945年5月1日夜、ペーアソンが所属する第11SS装甲偵察大隊はヴァイデンダマー橋（Weidendammer Brücke）における包囲突破計画を知らされた。ペーアソンはこれまで生き残ってきた部下たちと握手し、別れの言葉を告げた。「皆、戦争は終わった。お前たち自身を救う時だ」
そして5月1日から2日にかけての深夜、ペーアソンは「ノルトラント」師団最後の装甲車両であるSd Kfz 250/1の1輌を指揮してベルリン脱出を図った。他の1輌はフランツ・ベレズニャークSS伍長が指揮を執っていた。
ペーアソンの装甲車（推定車輌番号339）には兵士の他に婦人補助兵（一説にはノルウェー人看護婦）も搭乗しており、彼らはベルリン市街の道路を進んだ。
しかし、ペーアソンの装甲車はフリードリヒ通り（Friedrichstraße）でソビエト赤軍の砲弾が直撃した。これによって乗員のほとんどが車内で死に、わずかに生き残った何名かの乗員は炎上する装甲車から脱出したが、運転手のスウェーデン人SS伍長ラグナル・ヨハンソン（SS-Uscha. Ragnar Johansson）をはじめ、彼らは降車後の戦闘で次々と戦死した。この時のペーアソンは負傷したものの、その場を生き延びることができた。
その後、ペーアソンはベルリン地下鉄の高架下に走り込んだが、そこで遭遇した赤軍兵に手榴弾を投げつけられたため、コンクリートの壁の背後に隠れて爆発から身を守った。地下鉄の構内から地上に出た後、ペーアソンは近隣の建物に逃げ込んだ。ペーアソンが建物の一室に身を潜める間、彼を追ってきた赤軍兵たちは家具を叩き壊しながら建物中を捜索し、ペーアソンと同じ建物に隠れていた2名のSS兵士を発見した。その直後、ペーアソンはその2名のSS兵士が射殺される音を耳にした。幸いにもそれから2日2晩、ペーアソンは赤軍兵に発見されることなく建物内に潜伏し続けることができた。
しかし、潜伏から3日目、隠れ場所から階下に移動したペーアソンはそこで住民の老女と出くわした。彼女はペーアソンに対し、初日の捜索以来赤軍兵は見ていないと言った。ペーアソンは安堵の息をつき、建物から外に出て一軒の店に入った。店の主人はペーアソン用の民間人の服を持ってくると約束したが、その間にペーアソンが窓から外の様子を見ると、1人の老女が3人の赤軍兵と共にいた。
ペーアソンが大急ぎで元の隠れ場所へ戻る間、階下から赤軍兵の声が近づいてきた。ペーアソンが逃げ込んだ隠れ場所のドア（壁紙で隠れていた）は無造作に開かれたままであり、赤軍兵たちは短機関銃の銃口を隠れ場所の奥に向け、（ペーアソンに対して）出て来いと言った。
その時、ペーアソンは手で何か柔らかいものを掴んだが、それは国防軍の下士官の制服であった。親衛隊の徽章が着いたままの自分の軍服を脱ぎ捨てたペーアソンはすぐさまその制服に着替え、国防軍の下士官として赤軍兵に捕らえられた。
その後、ペーアソンは捕虜収容所に送られたが、早い段階で脱走に成功し、民間人の服を手に入れて再びベルリン市内に潜伏した。

## 戦後

### スウェーデンへの帰国
1945年6月2日、ペーアソンは第11SS装甲偵察大隊第3中隊時代の戦友であるスウェーデン人SS伍長エリク・ヴァリン（SS-Uscha. Erik Wallin）とともにベルリン西部のナウエン（Nauen）へ向かう牛乳配達車の荷台に乗り込み、ベルリンを出発した。ペーアソンたちは道中に様々な出来事を経験しつつ、ナウエンからハンブルク、デンマークを経て、最終的にスウェーデンに帰国することができた。ペーアソンはスモーランド地方ベートランダ（Vetlanda）で妻子と再会した。

### 帰国後
ヨーロッパにおける第二次世界大戦が終結した後、ヨーロッパ諸国の多く（特にナチス・ドイツによる侵略を受けた国家）では自国民の中の対独協力者に対する処刑・処罰が行われたが、スウェーデン、フィンランド、アイスランド、リヒテンシュタイン、ポルトガル、スペインにおいては対独協力者に対する処刑・処罰は行われなかった。
しかし、大戦中にナチス・ドイツ武装親衛隊に所属したという事実はペーアソンの私生活に少なからぬ影響を及ぼした。ペーアソンの妻はデンマーク人の義父から養子縁組を切られ、家を追い出されていた。さらに、ペーアソンは大戦の経験を克服することができなかった。妻の言によると、大戦から生きて帰ってきたペーアソンは「昔と同じようにはならなかった」という。そして1949年、ペーアソン夫妻は離婚した。
その後、ペーアソンはストックホルムにある精密機器製造販売会社の営業社員として働き、新たな家庭を築いた。なお、1953年にスウェーデン陸軍のある部隊が軍事訓練を行った際、ペーアソンは独ソ戦での戦闘経験に基づき、彼らのためにソ連兵の特性・行動・兵器などに関する講義を行った。

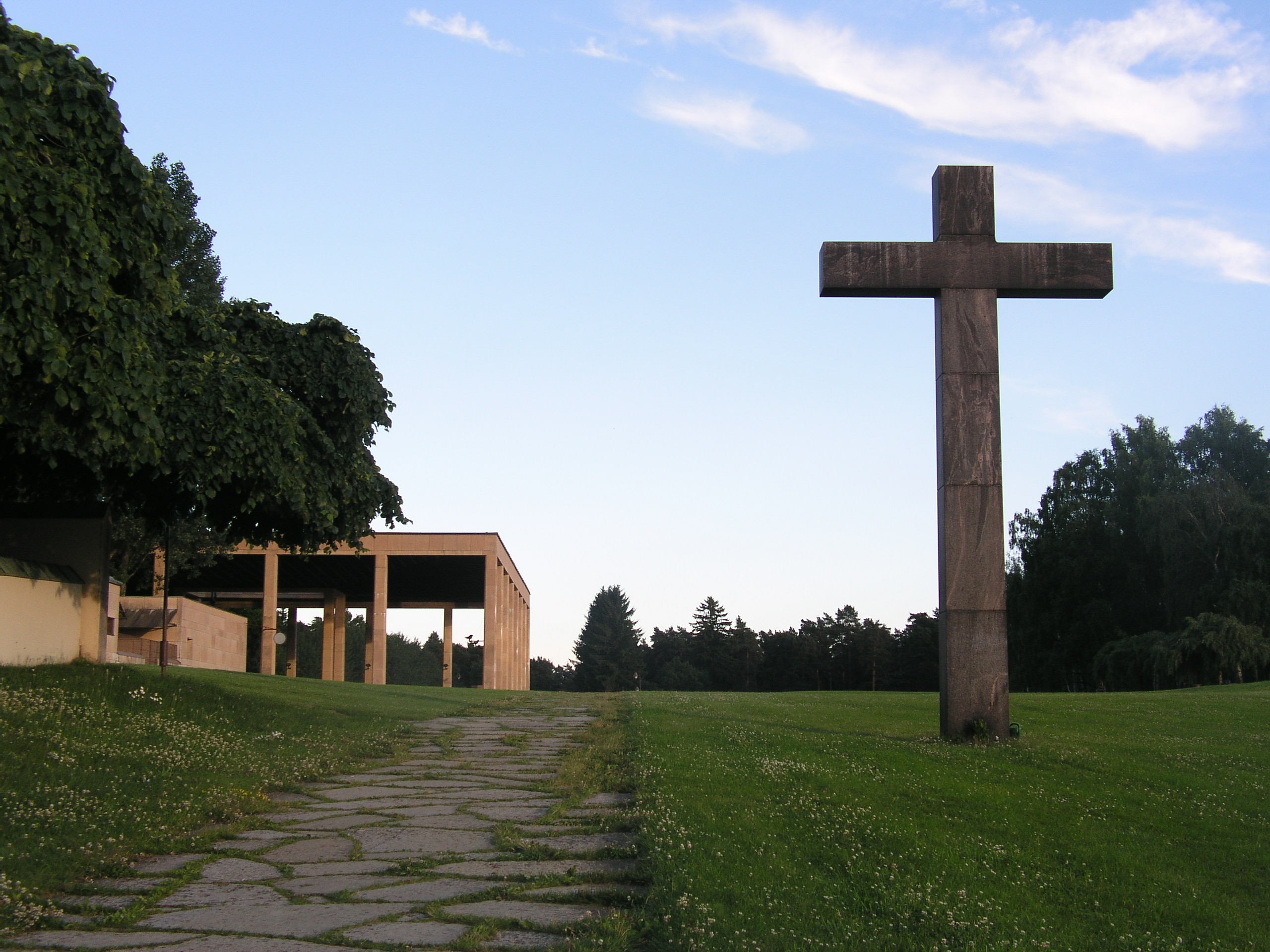
ストックホルム郊外の共同墓地・スコーグスシュルコゴーデン

1974年3月16日、ハンス＝イェスタ・ペーアソンは癌が原因で亡くなった。満63歳没。ペーアソンの遺体はストックホルム郊外のスコーグスシュルコゴーデンに埋葬された。
今日、ペーアソンの墓から50メートルほど離れた位置にある教会堂の敷地内には、第11SS装甲偵察大隊第3中隊時代の戦友エリク・ヴァリン（1997年9月24日死去）の墓石が置かれている。

## キャリア

### 党員・隊員番号
- 国家社会主義労働者党 (スウェーデン)党員番号：不明
- 国家社会主義デンマーク労働者党党員番号：不明
- ナチス党員番号（NSDAP-Nr.）：無し
- 親衛隊隊員番号（SS-Nr.）：無し（武装親衛隊スウェーデン人義勇兵。1941年7月21日もしくは7月25日入隊）

### 階級

#### 武装親衛隊
- SS伍長（SS-Unterscharführer）
- 1942年6月1日 SS曹長（SS-Oberscharführer）
- 1943年 SS連隊付上級士官候補生（SS-Standarten-Oberjunker）
- 1943年9月1日 SS少尉（SS-Untersturmführer）
- 1944年6月21日 SS中尉（SS-Obersturmführer）
- 1945年4月15日 SS大尉（SS-Hauptsturmführer）

### 勲章

#### 武装親衛隊
- 二級鉄十字章（1942年8月2日）
- 歩兵突撃章銅章（1942年）[6]
- 戦傷章黒章（1942年）[6]
- DNSAP剣付前線戦士勲章（dänisches Frontkämpferabzeichen DNSAP mit Schwertern：国家社会主義デンマーク労働者党の党員のうち、ドイツの軍務に就いて東部戦線で戦った者を顕彰する名誉党員章）[38]（1942年9月10日）[6]
- 一級鉄十字章（1944年2月12日）
- ドイツ陸軍名鑑章（Ehrenblattspange des deutschen Heeres）（1944年12月25日）[注 5]
- 白兵戦章銀章（1945年2月）
- 戦傷章銀章（1945年3月）

## その他
- 身長174cm[9][注 8]。
- デンマーク語、ノルウェー語の会話も可能[9]。
- ペーアソンは金髪碧眼の北欧人種というよりは、南欧系の容姿であった（親衛隊の理想とされる容姿を持つ北欧人将校ではなかった）が、最終的にペーアソンは武装親衛隊に所属したスウェーデン人義勇兵の中で最も多くの勲章を獲得し、最も高い階級に昇進した[2]。
- スウェーデンのブラックメタルバンドFyrdung（Fyrdung）の2ndアルバム「Ragnarök」（2003年）には、« Pehrssons kompani »（ペーアソン中隊）というタイトルの曲が収録されている[39]。